# Huambo
Huambo, trước đây là Nova Lisboa ("Lisboa Mới" trong tiếng Bồ Đào Nha), là thủ phủ của tỉnh Huambo ở Angola. Thành phố có cự ly khoảng 220 km về phía đông Benguela và 600 km về phía đông nam Luanda. Số liệu mới nhất của thành phố được biết đến dân số là 225.268 người. Huambo là một trung tâm chính trên de Caminho Ferro de Benguela (CFB) (đường sắt Benguela), chạy từ cảng Benguela biên giới Congo, và được phục vụ bởi Sân bay quốc tế Machado Albano (trước đây là Sân bay Nova Lisboa).